# La sfinge dormiente
La sfinge dormiente (titolo originale The Sleeping Sphinx) è un romanzo giallo di John Dickson Carr pubblicato nel 1947. È il diciassettesimo della serie con protagonista il Dottor Gideon Fell.

## Trama
Donald Holden ritorna alla vita civile un anno dopo la fine della Seconda guerra mondiale. Per via del suo incarico nel servizio segreto militare, tutti lo hanno creduto morto. Lo crede anche Celia Devereux, la ragazza che ama, alla quale non si è voluto dichiarare per orgoglio, essendo lei erede di metà di un grosso patrimonio. Ora Holden ha ereditato un patrimonio e un titolo di baronetto. Si presenta quindi in casa del suo migliore amico, Thorley Marsh, sposato con Margot, la sorella di Celia. Ma qui scopre che durante la sua assenza la famiglia è stata colpita da una tragedia.
 
Margot è morta sei mesi prima, durante le feste di Natale nel castello di famiglia del Wiltshire, apparentemente di morte naturale. Solo Celia insiste nell'affermare che si è trattato invece di un suicidio dovuto ai maltrattamenti subiti da parte del marito. Dal canto suo, Thorley sostiene che Celia non è del tutto sana di mente e che le sue accuse sono frutto di pazzia. Una situazione da incubo per Holden, che teme di perdere la donna amata subito dopo averla ritrovata. Da che parte starà la verità? Solo l'intervento del dottor Gideon Fell potrà sbrogliare una situazione complicata in cui figurano una boccetta di veleno scomparsa, fantasmi che infestano un salone del castello dei Devereux, l'identità di una chiromante londinese e, soprattutto, il mistero di chi sia riuscito a penetrare nella tomba di famiglia, chiusa e sigillata da Fell in persona, e abbia sballottato qua e là diverse bare pesanti qualche quintale, senza lasciare orme sulla sabbia sparsa sul pavimento.

## Personaggi principali
- Donald Holden - ex agente del servizio segreto militare
- Thorley Marsh - suo amico
- Margot Devereux Marsh - moglie di Thorley
- Celia Devereux - sorella di Margot
- Sir Danvers Locke  - vicino di casa dei Marsh
- Doris Locke - sua figlia
- Ronald Merrick - pittore
- Derek Hurst-Gore - deputato
- Dottor Eric Shepton - medico di famiglia
- Signora Obey - governante
- Ispettore Crawford - della polizia del Wiltshire
- Hadley - Sovrintendente del CID di Scotland Yard
- Dottor Gideon Fell - investigatore

## Critica
"Uno sconvolgente racconto di spettri che escono dai loro corpi come in Ruddigore e lo studio di una bizzarra chiromante sono tirati in ballo prima che Fell smascheri l'assassino. La soluzione si basa sugli annali del crimine tanto cari a Carr e ad Anthony Berkeley, e sulla psicologia sessuale. Ci sono solo due difetti nel libro: la soluzione troppo ritardata della storia di fantasmi di Celia, e la contorta fraseologia di uno degli indizi. Il libro presenta delle somiglianze con Il mistero delle penne di pavone nell'ambientazione in un murder party."

## Edizioni
- John Dickson Carr, La sfinge dormiente, collana I Classici del Giallo Mondadori n. 742, traduzione di Mauro Boncompagni, Mondadori, 1995, ISSN 0009-8426 (WC · ACNP).